# (295299) Nannidiana
(295299) Nannidiana es un asteroide del cinturón principal descubierto el 15 de abril de 2008 por Robert Holmes en el observatorio astronómico del Charleston, en Estados Unidos. Está nombrado en honor de Giovanni Foglia y Diana Damiani, padres de Sergio Foglia, uno de los miembros del observatorio.